# Гоце Делчев (стадион)
Вижте пояснителната страница за други значения на Гоце Делчев.
„Гоце Делчев“ (на македонска литературна норма: „Гоце Делчев“) е футболен стадион в Прилеп, Северна Македония. Използва се от отборите ФК Победа и ФК 11 октомври.